# Stirpium adversaria nova

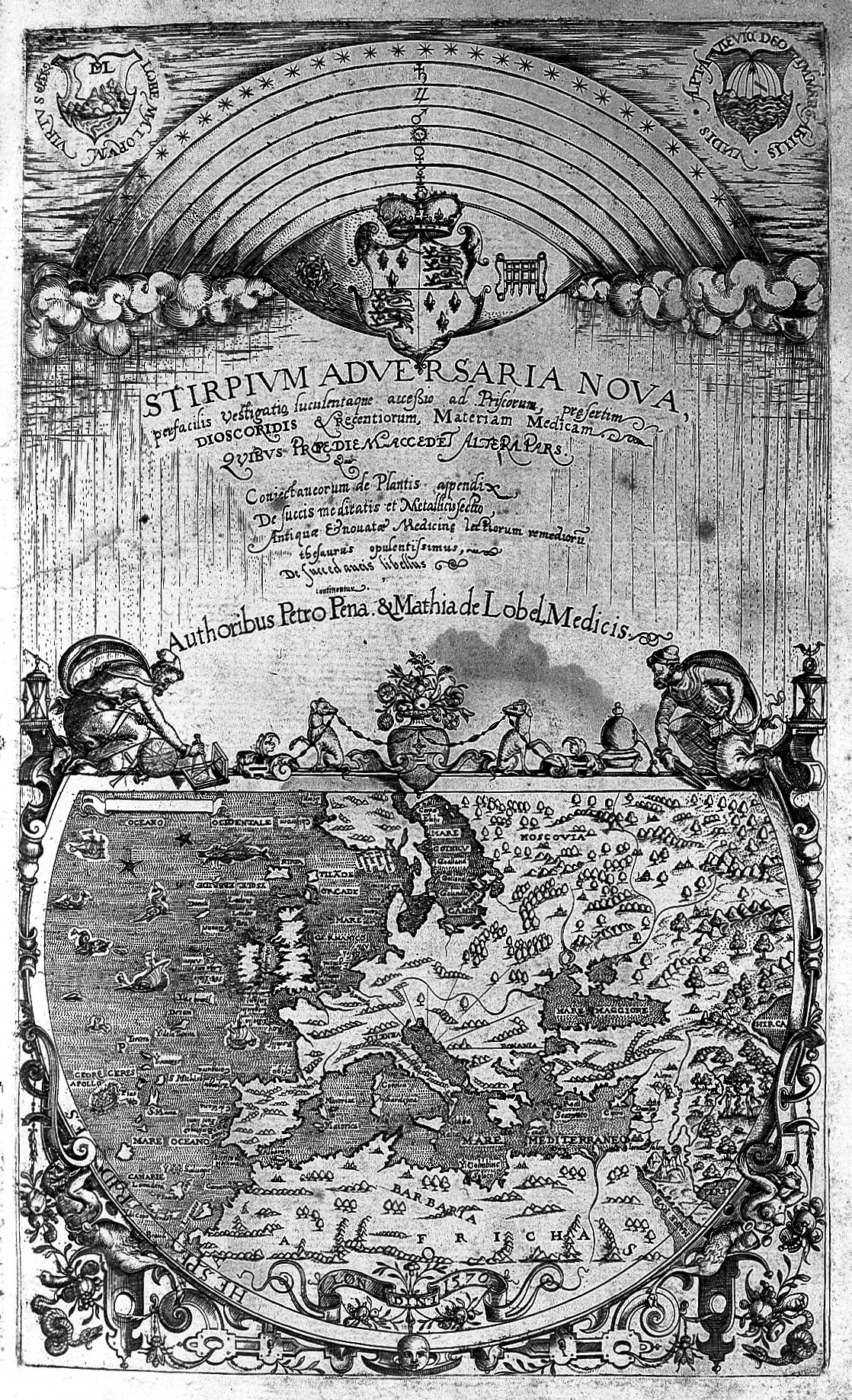
Stirpium adversaria nova, page de titre.

Stirpium adversaria nova est un livre de botanique avec des illustrations et des descriptions de plantes, rédigé en latin, qui a été écrit par Mathias de l'Obel, médecin et botaniste flamand, en collaboration avec Pierre Pena, botaniste et médecin français. Cet ouvrage a été publié initialement, sous le même titre, chez Purfoot à Londres en 1571. Il fut ensuite publié à Anvers chez Christophe Plantin en 1576. Cette dernière édition est complétée notamment par une annexe et des index en latin, français, allemand, néerlandais, anglais, espagnol et portugais et italien.
Le titre complet est : Stirpium adversaria nova perfacilis vestigatio luculentaque accessio ad priscorum, praesertim Dioscoridis, et recentiorum materiam medicam; quibus prope diem accedet altera pars, qua coniectaneorum de Plantis appendix, de succis medicatis et metallicis sectio, antiquae et novatae medicinae lectiorum remediorum thesaurus opulentissimus, de succedaneis libellus continentur.
Dans « Stirpium », l'Obel décrit 1 500 espèces  avec précision, indiquant les localités où ces plantes ont été récoltées : c'est une vraie flore des environs de Montpellier, mais qui décrit aussi des plantes du Tyrol, de Suisse et de Hollande. Ce travail était accompagné de 268 gravures sur bois.